# Diecezja Mawlamyine
Diecezja Mawlamyine – rzymskokatolicka diecezja w Mjanmie. Powstała w 1993 z terenu archidiecezji Rangun. Pierwszym ordynariuszem został Raymond Saw Po Ray .